# Manželé Stodolovi (film)
Manželé Stodolovi je český hraný film z roku 2024, pojednávající o manželské dvojici, která v letech 2001–2002 zavraždila celkem osm lidí, převážně důchodového věku.

## Obsah filmu
Film pojednává o mladém páru, Jaroslavu a Daně. Žijí v poklidné oblasti, kde se každý zná s každým. Nemají moc peněz a přijdou na plán, jak je získat, a tak se rozhodnou, že okradou jednoho postaršího muže ze sousedství, Jaroslav ho přitom zavraždí. Policie při pozdějším vyšetřování případu označí smrt muže jako nešťastnou náhodu. Oba si velmi rychle začínají uvědomovat, že důchodci jsou velmi snadná oběť loupeží a vražd. Daně se zalíbila moc nad oběťmi a to, že mají před policií náskok. Jaroslav chce od Dany odejít, ale musí začít čelit následkům svých i Daniných zločinů.